# Eikenheuvel (Maashorst)
De Eikenheuvel is een voormalige buurtschap  in Uden, met onder andere de straten Eikenheuvelweg, Dorshout, Munterweg en Torenweg. Sinds ongeveer 2008 is dit ook een wijk in Uden-Zuid, in de gemeente Maashorst, met onder andere de straten Kortgevel, Langgevel, Gording en Stalreep. De wijk, die in ontwikkeling is, ligt vlak bij de autosnelweg A50 en aan de provinciale weg N264, ook bekend als de Lippstadtsingel. De Eikenheuvel grenst met de klok mee aan de buurten Moleneind-Groenewoud, Zoggel en Hoenderbos-Velmolen. 

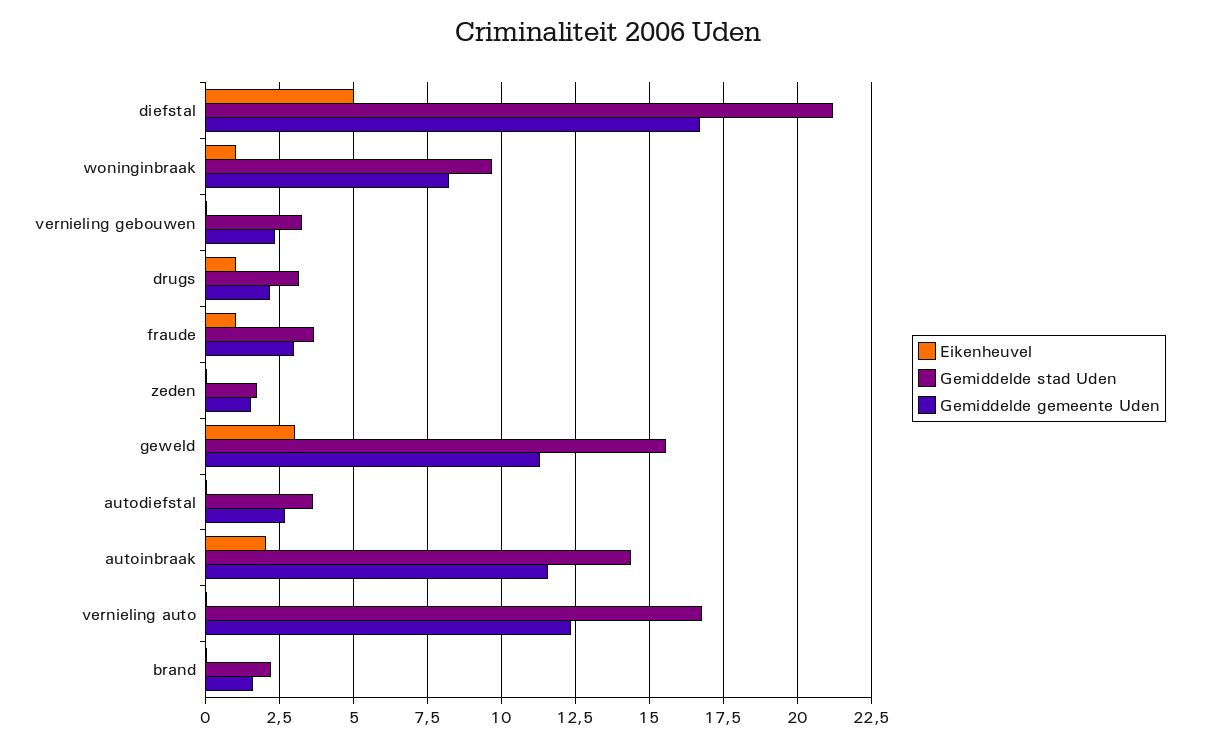
Criminaliteitstatistiek

| Kerngegevens Eikenheuvel | Kerngegevens Eikenheuvel |
| ------------------------ | ------------------------ |
| Inwoners:                | 130                      |
| Jonger dan 15:           | 25 (19%)                 |
| Ouder dan 65:            | 20 (15%)                 |
| Mannen:                  | 70                       |
| Vrouwen:                 | 60                       |
| Huishoudens:             | 40                       |
| Eenpersoonshuishoudens:  | 7 (18%)                  |
| Beroepsbevolking:        | 86                       |
| Werklozen:               | 0                        |
| Woningen:                | 40                       |
| Waarvan huurwoningen:    | 0                        |

Wijken: Uden-Centrum · Uden-Oost · Uden-West · Uden-Zuid

Buurten: Bitswijk · Bogerd-Vijfhuis · Centrum · Eikenheuvel · Flatwijk · Hoenderbos-Velmolen · Hoeven · Hoevenseveld · Melle · Moleneind-Groenewoud · Raam · Schutveld · Sportpark Volkelseweg · Zoggel

Bedrijventerreinen: Goorkens · Hoogveld · Loopkant-Liessent · Vluchtoord      Militair terrein: Vliegbasis Volkel
Hoofdplaats: Uden      

Dorpen: Odiliapeel · Reek · Schaijk · Volkel · Zeeland 

Buurtschappen: Bedaf · Biesthoek · Brand ·  Duifhuis (Uden) · Duifhuis (Zeeland) · Eikenheuvel · Gaal · Graspeel · Heikant · Hengstheuvel · Hoefkens · Hooge Heide · Hoogveld · Hultje · Kleuter · Kooldert · Kreitsberg · Lagenheuvel · Lankes · Loo · Maatsehei · Moleneind · 't Mun · Nabbegat · Niemeskant · Oosterens · Oventje · Rakt (deels) · Rusven · Schadron · Slabroek · Strepen · Trent · Velmolen · Vloet · Voederheil · Weeg · Witte Dellen · Zevenhuis
Noord-Brabant: Steden en dorpen      Nederland: Provincies · Gemeenten